# 南米ボクシング連盟
南米ボクシング連盟 (South American Boxing Federation) は、世界ボクシング評議会 (WBC) 傘下の南アメリカ地区の地域王座認定団体。略称はFESUBOX。

## 加盟国
アルゼンチン、ブラジル、ボリビア、チリ、エクアドル、パラグアイ、ペルー、ウルグアイの8カ国。